# آدام فریه
آدام فریه (انگلیسی: Adam Frye؛ زادهٔ ۱۵ فوریهٔ ۱۹۷۴) بازیکن فوتبال اهل ایالات متحده آمریکا است.
از باشگاه‌هایی که در آن بازی کرده‌است می‌توان به باشگاه فوتبال لس آنجلس گلکسی و باشگاه فوتبال سن‌خوزه ارث‌کوئیکز اشاره کرد.